# Gymnocerus scabripennis
Gymnocerus scabripennis är en skalbaggsart som beskrevs av Audinet-serville 1835. Gymnocerus scabripennis ingår i släktet Gymnocerus och familjen långhorningar. Inga underarter finns listade i Catalogue of Life.